# Хадвиг (Швабия)
Хадвиг, също и Хедвиг (на немски: Hadwig, Hedwig; * 938/939/940/945; † 28 август 994, крепостта Хоентвил), е херцогиня на Херцогство Швабия.

## Живот
Дъщеря е на баварския херцог Хайнрих I от род Лиудолфинги и Юдит Баварска, най-възрастната дъщеря на Арнулф I, херцог на Бавария от род Луитполдинги. Тя е племенница на император Ото I Велики.
Хадвиг отказва да се омъжи, както първо било запланувано, за византийския император Роман II. Тя се омъжва през 954 г. за Бурхард III († 11 ноември 973), херцог на Швабия през 954 – 973 г. от род Бурхардинги. Бракът остава вероятно бездетен. Те подаряват заедно през 970 г. на крепостта Хоентвил Бенедиктинския манастир, посветен на Свети Георги.
Когато съпругът ѝ през 973 г. умира, тя е на 34 години. Тя е наричана и след това херцогиня и се меси активно в политиката.
Хадвиг има особена връзка с монаха-поет Екехард II († 23 април 990) от Абатство Санкт Гален, когото взема през 973 г. в Хоентвил, за да я учи латински. За тази връзка е написан многочетеният роман „Екехард“ през 19 век, по който е написана операта „Екехард“ в 5 акта през 1878 г., пиесата „Хадвиг, херцог на Швабия“ през 1999 г. и през 1989 – 1990 г. телевизионната филмова серия от 6 части „Екехард“.
След смъртта ѝ през 994 г. император Ото III се грижи лично за собствеността на влиятелната херцогиня и отива в Хоентвил.